# Твёрдая валюта
Твёрдая валюта (англ. hard currency) — валюта, покупательная способность и обменный курс которой остаются стабильными и не склонны к снижению.
Термин широко применяется за рубежом для характеристики валюты той или иной страны. В отечественной литературе наряду с термином «твёрдая валюта» часто применяется термин «свободно конвертируемая валюта» (СКВ), важнейшей, определяющей характеристикой которой является принцип конвертируемости, а не устойчивость стоимости. Фактически оказывается, что эти понятия очень близки и на практике почти все свободно конвертируемые валюты являются твёрдыми и наоборот большинство твёрдых валют являются свободно конвертируемыми.

## Признаки твёрдой валюты
Факторами, способствующими приданию валюте статуса твёрдой валюты, являются:
- политическая стабильность;
- низкая инфляция;
- последовательность фискальной и денежно-кредитной политики;
- обеспеченность запасами драгоценных металлов;
- стабильность курса по отношению к другим валютам.

В противоположность твёрдым валютам для «мягких» валют характерна нестабильность курса, ожидание возможного падения, повышенный уровень инфляции.

## Примеры твёрдых валют
Исторически твёрдой валютой считались валюты, представленные золотыми монетами во времена золотомонетного стандарта.
С появлением бумажных денег в течение определённого времени на роль твёрдой валюты в силу целого ряда исторических причин выдвинулись: доллар США, британский фунт стерлингов, канадский доллар, японская иена, швейцарский франк, австралийский доллар, а также марка ФРГ и французский франк, на смену которым позднее пришёл евро.